# Híoszi tengeri csata
A híoszi tengeri csatát 1319. július 23-án vívták a Jeruzsálemi Szent János Ispotályos Lovagrend és a Szmirnai Bejség az égei-tengeri Híosz-sziget közelében.

## A csata
1313 után a rend szövetséget kötött a Híosz szigetét uraló két genovaival, Martino és Benedetto Zaccariával, akiknek érdekükben állt az anatóliai partokról induló török portyázók elleni fellépés. A megállapodás részleteiről nem tudni, de 1319-ben egyesült erővel léptek fel a törökökkel szemben.
A johannita parancsnok, Albert von Schwarzburg 24 hajóval, nyolcvan lovaggal, egy gályával és hat híoszi hajóval ütközött meg az Epheszoszból kihajózó törökökkel. A tíz gályából és 18 egyéb hajóból álló muzulmán flottából mindössze hat hajónak sikerült megmenekülnie. A csatában sok törököt lemészároltak. Schwarzburg és flottája ezután elfoglalta a léroszi várat, új helyőrséget hagyott ott, majd sok fogollyal visszatért Rodoszra.
A győzelem egy új korszak beköszöntését jelentetteː a rend először hajtott végre nagyobb akciót nyugati és pápai segítség és felszólítás nélkül. A pápa a csata után gratulált Schwarzburgnak, és visszahelyezte ciprusi parancsnoki posztjára, ahonnan 1317-ben, a Foulques de Villaret nagymester elleni puccsban távolították el. Az egyházfő Kosz szigetét is Schwarzburgnak ígérte, ha sikerül elfoglalnia.
1320-ban Schwarzburg újabb akcióra indult négy gályával és húsz könnyebb hajóval. A flottát hat genovai gálya egészítette ki. A johannita hajóhad megtámadta a Rodosz inváziójára induló, nyolcvan hajóból álló török flottát, és súlyos veszteségeket okozott. A következő években gyakran keltek szárnyra hírek a sziget elleni támadásról, de komoly invázió a következő száz évben nem fenyegette Rodoszt.